# Weselno
Weselno (deutsch Böttchergasse) ist ein Weiler im Powiat Gdański der Woiwodschaft Pommern in Polen. Es gehört zum Schulzenamt (polnisch sołectwo) Wiślina (Hochzeit) der Landgemeinde Pruszcz Gdański (Praust).

## Geographie
Weselno liegt im Danziger Werder im Żuławy Wiślane (Weichsel-Nogat-Delta). Die Grenze der Großstadt Danzig liegt zwei Kilometer nördlich, die Kreisstadt Pruszcz Gdański (Praust) liegt sechs Kilometer südwestlich. Nachbarorte sind Dziewięć Włók (Neunhuben) im Nordosten, Bystra (Scharfenberg) im Osten, Wiślina im Süden, Krępiec (Krampitz) im Nordwesten und der Danziger Stadtbezirk Rudniki (Bürgerwiesen) im Norden.
Der Ort grenzt im Westen an die Motława (Mottlau).

## Geschichte
Der Ort Böttchergasse gehörte wie Hochzeit und Neunhuben dem Danziger Stadtpatriziat. Mit den Polnischen Teilungen kam das Gebiet zum Königreich Preußen und zur Provinz Westpreußen. Böttchergasse zählte als Wohnplatz, der zur Landgemeinde Hochzeit gehörte. Der Landkreis Danzig wurde 1887 geteilt und die Ortschaft dem Kreis Danziger Niederung zugeordnet. Evangelische waren in der Mehrzahl nach Müggenhahl (Rokitnica) und teilweise nach Wotzlaff (Wocławy) eingepfarrt. Die Katholiken gingen nach Gemlitz und ab 1869 nach Wotzlaff zur Kirche.
Nach dem Ersten Weltkrieg kam das Gebiet der Gemeinde im Rahmen des Versailler Vertrags 1920 zum Gebiet der Freien Stadt Danzig. Nach dem Überfall auf Polen wurde diese völkerrechtswidrig zum deutschen Reichsgebiet erklärt. In der Folge des Zweiten Weltkriegs gelangte Westpreußen an Polen. Die überwiegend deutsche Bevölkerung wurde vertrieben.
Die Landgemeinde mit einem anderen Zuschnitt wurde 1954 aufgelöst und der Ort kam zur Gromada Wiślina. Die Landgemeinde Pruszcz Gdański wurde 1973 wieder eingerichtet. Diese kam 1999 zum wieder gegründeten Powiat Gdański und zur neuen Woiwodschaft Pommern. Von 1945 bis 1998 gehörte das Gemeindegebiet zur verkleinerten Woiwodschaft Gdańsk, bzw. zu deren Vorgängerin.

## Verkehr
Die Woiwodschaftsstraße DW226 führt von Wiślina über Weselno und Dziewięć Włók zur Auffahrt Gdańsk Wschód (Danzig-Ost) der Schnellstraße S7 (Europastraße 77). In der anderen Richtung führt die DW226 über Pruszcz Gdański, wo weitere Fernstraßen erreicht werden, nach Horniki (Hornikau) im Powiat Kościerski. 
Juszkowo hat eine verkehrsgünstige Lage am Beginn der Autobahn A1 (Europastraße 75) von Pruszcz Gdański über Toruń (Thorn) nach Łódź und der Schnellstraße S7 (Europastraße 28) von Pruszcz Gdański nach Stettin.
Der nächste Bahnhof ist Pruszcz Gdański, der nächste internationale Flughafen Danzig.